# 鈺昶
鈺昶(1858年—？)，字珮卿，号仲明，一号瑾天，别号鶴癡，白格佳氏，滿洲鑲紅旗人，清朝政治人物、同進士出身。
光緒十五年（1889年），参加光緒己丑科殿試，登進士三甲92名。同年五月，著主事，分部学习。